# Erwin Kempton Mapes
Erwin Kempton Mapes (1884 - 1961), hispanista estadounidense.
Se doctoró en París con un estudio sobre Rubén Darío, L'influence française dans l'oeuvre de Rubén Darío, París, 1925, y ha consagrado sus trabajos de crítica literaria a Rubén Darío, Manuel Gutiérrez Nájera y el Modernismo. Ha sido durante muchos años la máxima autoridad en estos temas. Casi todos sus estudios han aparecido en revistas americanas y francesas. Publicó también algunos libros destinados a la enseñanza, como Y va de cuento (1943), en colaboración con Juan López Morillas. En 1958 hizo una edición de los Cuentos completos y otras narraciones de Manuel Gutiérrez Nájera (México: FCE). 
- Datos: Q5396147